# Étienne de La Rivière

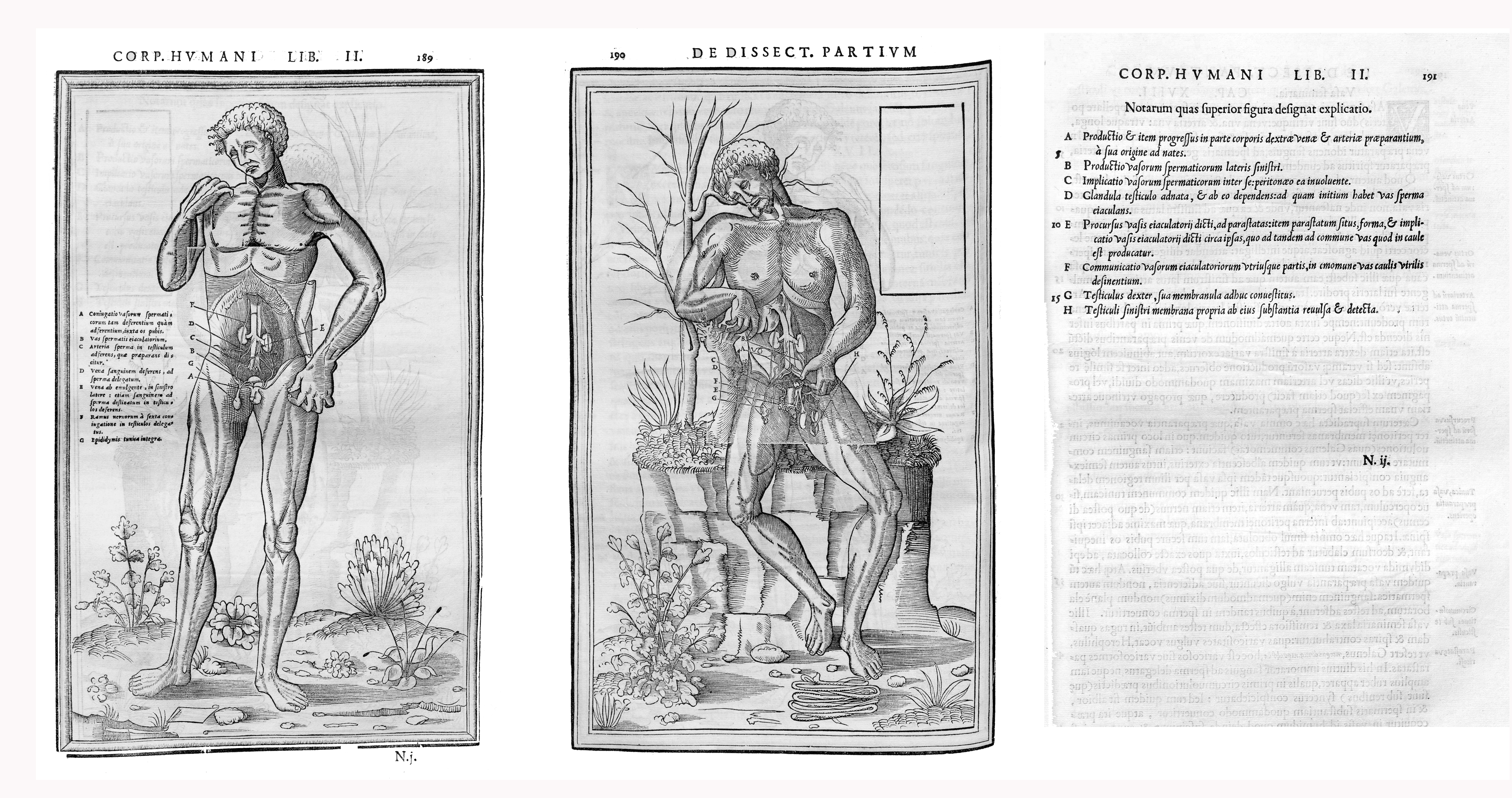
Anatomische Abbildungen aus De dissectione (1545)

Étienne de La Rivière († 5. Juli 1569) war ein französischer Chirurg und Anatom des 16. Jahrhunderts.

## Leben und Wirken
Über Étienne de La Rivières Leben ist nur bekannt, dass er Leibwundarzt des französischen Königs war und dass er am 5. Juli 1569 gestorben ist. Von Étienne de La Rivière arrangierte und kommentierte anatomische Tafeln wurden durch den Pariser Arzt und Verleger Charles Estienne (latinisiert: Carolus Stephanus) herausgegeben.

## Werke
- De dissectione partium corporis humani libri tres, a Carolo Stephano editi, una cum figuris et incisionum declarationibus a Stephano Riverio compositis. Simon de Colines, Paris 1545 (Digitalisat Gallica)(Digitalisat Parisdescartes - Verlinktes Register)(Digitalisat bsb - Hohe Auflösung)
- La dissection des parties du corps humain : divisée en trois livres / faictz par Charles Estienne, docteur en médecine ; avec les figures et declaration des incisions composées par Etienne de La Rivière, chirurgien. Simon de Colines, Paris 1546 (Digitalisat Gallica)(Digitalisat Parisdescartes - Verlinktes Register)